# Etheostoma basilare
Etheostoma basilare är en fiskart som beskrevs av Page, Hardman och Thomas J. Near 2003. Etheostoma basilare ingår i släktet Etheostoma och familjen abborrfiskar. Inga underarter finns listade i Catalogue of Life.